# 傑里·科爾
杰拉德·愛德華·科爾布拉克（英語：Jerald Edward Kolbrak，1939年9月23日—2008年5月28日），專稱為“傑里·科爾”（Jerry Cole），是一位美國吉他手，他以自己的名字錄製，各種唱片預算專輯、化名和未記名的會議音樂家。

## 生平
傑里·科爾在芝加哥中長大後，他和Glen Campbell一起作為The Champs之一進入了流行音樂界。坎貝爾（Campbell）和科爾（Cole）離開了香榭麗舍大街（Champs）並發行了一首名為“ Buzzsaw Twist”的單曲後，組成了Gee Cee。科爾通過演奏各種信用來演奏各種預算專輯，從而增加了收入和唱片收入。在對“ Psychotronic Video”第31期的採訪中，Cole解釋了他與官方唱片。Crown將要求五張沖浪專輯，五張鄉村和西方專輯以及五張輕鬆聽的專輯。科爾會為每張專輯寫九首不同的歌曲，以支持當時的一首熱門歌曲，組織一支樂隊，安排和錄製他將在大約三週後交付給Crown的母帶音樂；一天製作一兩張專輯。Bobby Darin推薦他參加Capitol Records，在那裡他領導了一個名為傑里·科爾和他的太空人的器樂衝浪吉他樂隊 。國會大廈嘗試科爾作為歌手，但發現他的聲音不夠強。他在國會大廈擔任主唱的記錄中有原始版本《Midnight Mary》（唱片中的拼寫為“ Midnite Mary”），這是Joey Powers的前十名。
在整個1960年代，Cole與The Byrds（《手鼓先生/我知道我想要你》）一直是備受追捧的會議參與者。 Nancy Sinatra（《這些靴子是為走路準備的》），沙灘男孩（“ 寵物聲音LP Revere＆Raiders]]（“ Kicks”）等。他以《遇難船船員團隊》之一的身份錄製，並作為眾多流行樂隊和表演者的作家，編曲和指揮，並在當時的許多美國電視節目中演出。他領導了青少年音樂節目“ Hullabaloo”和“ Shindig！”的基調樂隊。Frank Sinatra，迪安·馬丁、羅傑米勒和瑞奇·尼爾森也發揮了他的樂隊領導才能，他是第一位Andy Williams、Sonny＆Cher、Smothers Brothers，Laugh In和Dick Van Dyke的電視節目樂隊中的吉他演奏家。
科爾召集了一些洛杉磯會議的同事，並製作了他自己的迷你專輯：《The Id》的《Id的內在聲音》，根據鼓手Don Dexter在1965年至1966年間錄製。音樂家有：傑里·科爾（主音吉他、主唱、西塔琴）、唐·德克斯特（鼓，後奏）、格倫·卡斯（低音、後奏）和他的兄弟諾曼·卡斯（節奏吉他、後奏）。大量曲目被縮減為十個曲目，而RCA於1967年1月發布了這十個曲目。《Animated Egg's》同名專輯是在製片人兼經理保羅·阿諾德（Paul Arnold）的主持下於1967年以Alshire標籤發布，據報導他潛逃了未發布的“ Id”素材。然而，科爾死前不久，他決定“ Animated Egg”曲目可能是在不同的會議上錄製的，可能涉及與Cole合作的不同音樂家。不管怎樣，《Id》和《Animated Egg》磁帶隨後都由Arnold回收用於一系列發行，包括101 Strings管弦樂隊配音的《2000年以後的太空聲音》。兌現Jimi Hendrix的過早死亡，許多相同的曲目也獲得了新的稱號，並發行為致敬專輯，以紀念《黑鑽石》。2006年10月15日，Cole作為首席吉他手與他的朋友Dick Burns一起演奏了原始Dartells，在KVEN“ Boomer Blast”老歌音樂會中作為《New Dartell》演出。奧克斯納德表演藝術廣場（Oxnard Performing Arts Plaza），雖然他沒有被包括在當時仍未完成的專輯《Mo'Pastrami》中，但其中包括Freddy Cannon，Donny Brooks和Jewel Akens。
傑里·科爾於1969年與製片人經紀人雷·拉夫一起開始了快樂老虎唱片。作為拉夫的行為之一，他們的後範·莫里森陣容–剛剛分手後，科爾加入了樂隊，為其樂隊製作了1970年的同名硬搖滾專輯，並獲得了無聲音樂家雷庫德、強尼·史塔克、傑克·尼采和比利·普雷斯頓。
1972年，科爾再次與羅傑·麥昆合作獲得McGuinn的首張個人專輯，而與Roger Miller，Chuck Howard和Susie Allanson的分會工作使他朝著鄉村搖滾的方向發展。科爾擔任吉他手、歌手、作曲家、編曲人、製作人或樂隊負責人的名單包括：傑里·李·劉易斯、羅伊·奧比森、阿雷莎·富蘭克林、正義的兄弟、小理查德、迪恩·馬丁、梅爾·哈格德、雷·查爾斯、托尼·奧蘭多和黎明、盧·羅爾斯、約翰尼·里弗斯、葛雷格·歐門、李·黑茲爾伍德、血液汗水和眼淚、肯尼·羅傑斯、尼爾·戴門、史提利·丹和艾薩克·海斯。
2008年5月28日，傑里·科爾因心臟病在加利福尼亞州科羅納的寓所逝世，終年68歲。